# Рука мерця

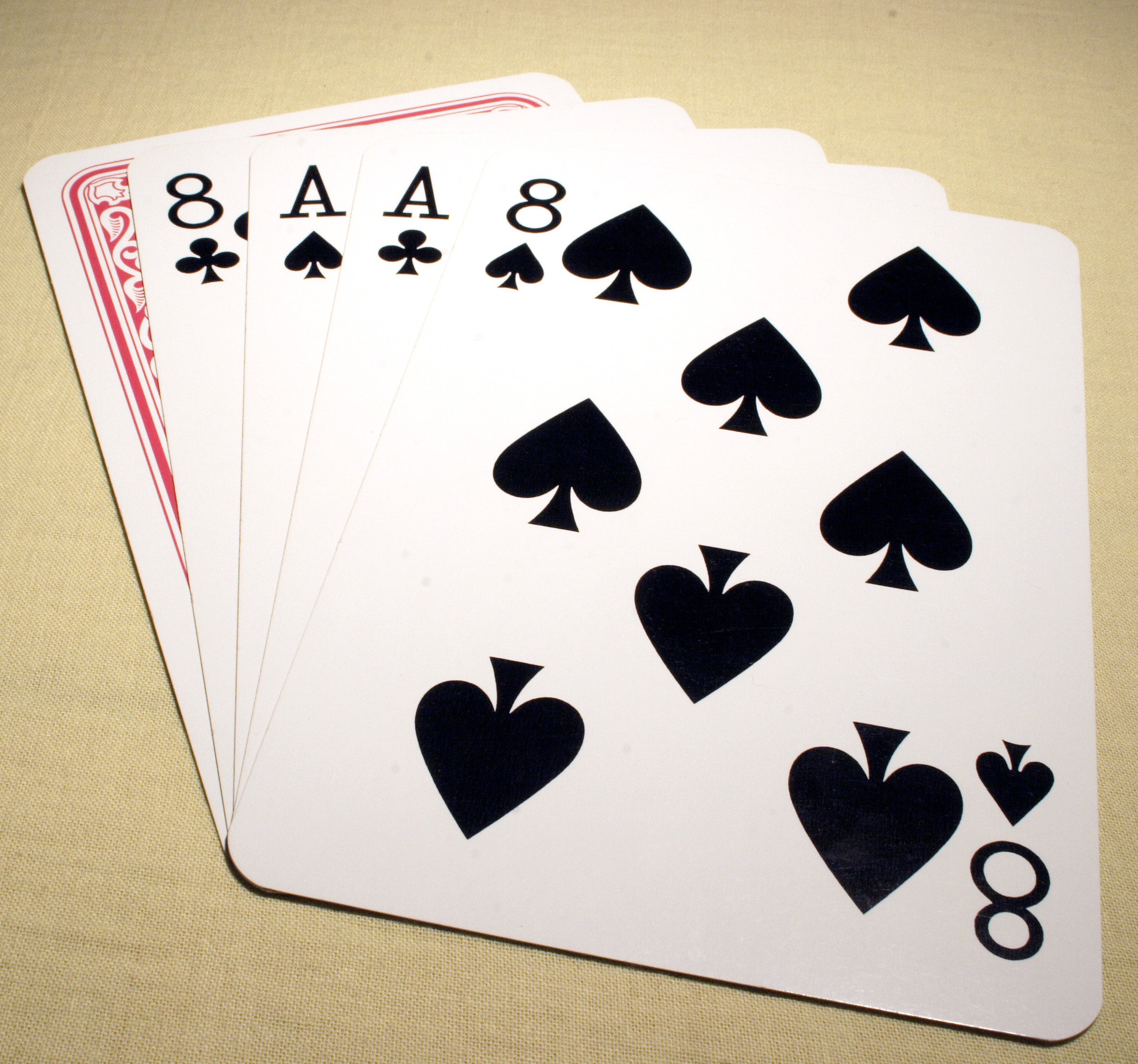
Карти, які нібито тримав на руці Дикий Білл Гікок у момент його смерті: пари чорних тузів та вісімок.

Рука мерця (англ. dead man's hand) — комбінація карт в покері на руці у гравця. Її склад змінювався протягом багатьох років, і наразі вона складається з двох пар тузів і вісімок чорних мастей (пікових і трефових). За міською легендою, таку пару тузів і вісімок разом із п'ятою невідомою закритою картою тримав народний герой Дикого Заходу, розвідник і стрілець Дикий Білл Гікок, коли його вбили під час гри. Жодне тогочасне джерело не згадує точні карти, які він тримав в той момент, а сучасне уявлення про цю покерну комбінацію виникло завдяки книзі Френка Вілстача 1926 року «Дикий Білл Гікок: Принц пістолетів».

## Поява виразу
Вираз «рука мерця» вже мав певну популярність наприкінці XIX — на початку XX століть, хоча до 1920-х років ніхто не пов'язував його з Гікоком. Найперша детальна згадка про нього датується 1886 роком, де він описується як «фулл-хаус, що складається з трьох валетів і пари десяток». В «Енциклопедії забобонів, фольклору та окультних наук» (англ. Encyclopaedia of Superstitions, Folklore, and the Occult Sciences) 1903 року рукою мерця називають валети та сімки. Видання «Ігор Гойла» 1907 року називає рукою мерця валети та вісімки.

## Легенда про Гікока
Сучасний склад комбінації руки мерця став відомим завдяки легенді про те, що це була комбінація карт на руці у Дикого Білла Гікока під час гри в п'ятикартковий стад або п'ятикартковий дро покер, коли Джек Макколл вистрелив йому в потилицю 2 серпня 1876 року в салуні «Nuttal & Mann's», Дедвуд, територія Дакота. Остання роздача Гікока нібито включала тузи та вісімки обох чорних мастей.
Згідно з книгою історика Дикого Заходу Карла Брейхана, карти підняв з підлоги чоловік на ім'я Ніл Крісті, який потім передав їх своєму синові. Син, у свою чергу, розповів містеру Брейхану про склад руки. «Ось точний перелік цих карт, який мені розповів син Крісті: бубновий туз із слідом від взуття; туз треф; дві чорні вісімки, трефова та пікова, та чирвова дама з маленькою краплею крові Гікока на ній», хоча нічого подібного не повідомлялося відразу після стрілянини.
Біограф Гікока Джозеф Роза писав про склад роздачі: «Прийнятою версією є те, що картами були туз пік, туз треф, дві чорні вісімки та дама треф як „кікер“». Роза, однак, сказав, що неможливо знайти жодного тогочасного джерела, яке би це підтверджувало. У жаргоні картярів комбінація руки мерця у вигляді двох пар, чорних тузів і вісімок, з'явилася лише після публікації книги Вілстача в 1926 році — через 50 років після смерті Гікока.

## Використання
Відділ убивств департаменту столичної поліції Лас-Вегаса, відділ ДТП департаменту поліції Лос-Анджелеса та система медичної експертизи Збройних сил США використовують деякі варіації руки мерця у своїх знаках розрізнення. Департамент поліції Дедвуда використовує її як нашивку на своїй формі.